# Stemonuraceae
Stemonuraceae is een botanische naam, voor een familie van tweezaadlobbige planten. Deze naam is pas recent gepubliceerd en is dus zelden gebruikt. Het APG II-systeem (2003) erkent een familie onder deze naam wel en plaatst haar in de orde Aquifoliales.
Het gaat om een vrij kleine familie van minder dan honderd soorten, die voorheen deel uitmaakten van de familie Icacinaceae.